# جان باتيست شيب
جان باتيست شيب (بالفرنسية: Jean Chappe)‏ (و. 1722 – 1769 م) هو عالم فلك من فرنسا . وكان عضواً في الأكاديمية الفرنسية للعلوم .
توفي عن عمر يناهز 47 عاماً.